# Cretonne
Bei Cretonne handelt es sich um ein gröberes, leinwandbindiges Baumwollgrundgewebe mit stumpfer Optik und einem relativ harten Griff, das u. a. als Druckgrundware eingesetzt wird. 
Roh, gebleicht, gefärbt oder bedruckt ist dieses Material vielseitig einsetzbar, z. B. für Möbelbezüge oder schwere Vorhänge.
Der Cretonne wurde erfunden von Paul Creton in Vimoutiers im Pays d’Auge, Normandie, Frankreich; ein Ort, der in den letzten Jahrhunderten sehr aktiv in der Textilindustrie war.